# Usipoka
Der Usipoka (Danau Usipoka, Danau Oesipoka) ist der größte See der indonesischen Insel Roti in der Provinz Ost-Nusa Tenggara auf den Kleinen Sundainseln.

## Geographie
Der Usipoka liegt auf einer Meereshöhe von 20 m im Distrikt Landu Leko (Regierungsbezirk Rote Ndao) auf der Halbinsel Tapuafu, die den Norden der Insel Roti bildet.
Im See gibt es mehrere kleine Inseln. Ondo im Zentrum, Tanunu im südlichen Teil, Aifo im Norden und zwei weitere kleine Inseln.
Mit einem Gehalt von 18,8 g/kg ist das Wasser sehr salzhaltig, möglicherweise besteht eine Verbindung zum Meer. Die Wassertiefe beträgt bis zu 245 m.